# Augenreise
Augenreise ist der Name eines Radkunstwegs, der zwischen Bozen, Kardaun und Blumau im südlichen Eisacktal (Südtirol) verläuft und Teil der Radroute 1 „Brenner–Salurn“ ist.
Unter dem Motto „Kunst kennt keine Behinderung“ rief die Geschützte Werkstatt KIMM der Bezirksgemeinschaft Salten-Schlern im Jahr 2007 ein integratives Kunstprojekt ins Leben, an dem sich neben Künstlern und Künstlerinnen der Geschützten Werkstatt auch die Kinder des Kindergartens und der Grundschule in Kardaun sowie der Mittelschule in Blumau beteiligten.
Der Radweg führt auf 6 km Länge an 12 Skulpturen, 7 Säulen sowie 80 Fahnen, Zeichnungen und Wandmalereien vorbei.

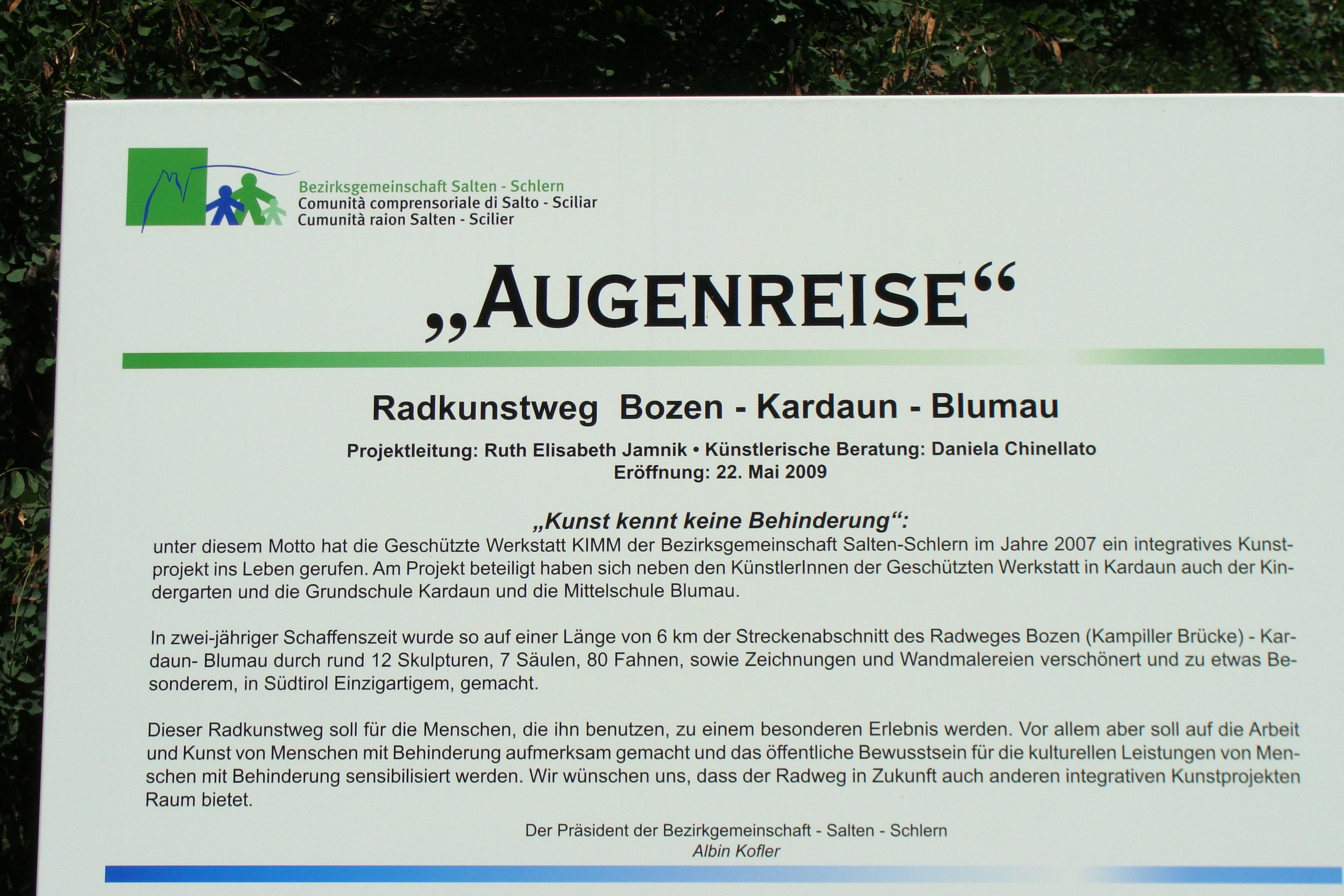
Beschreibung
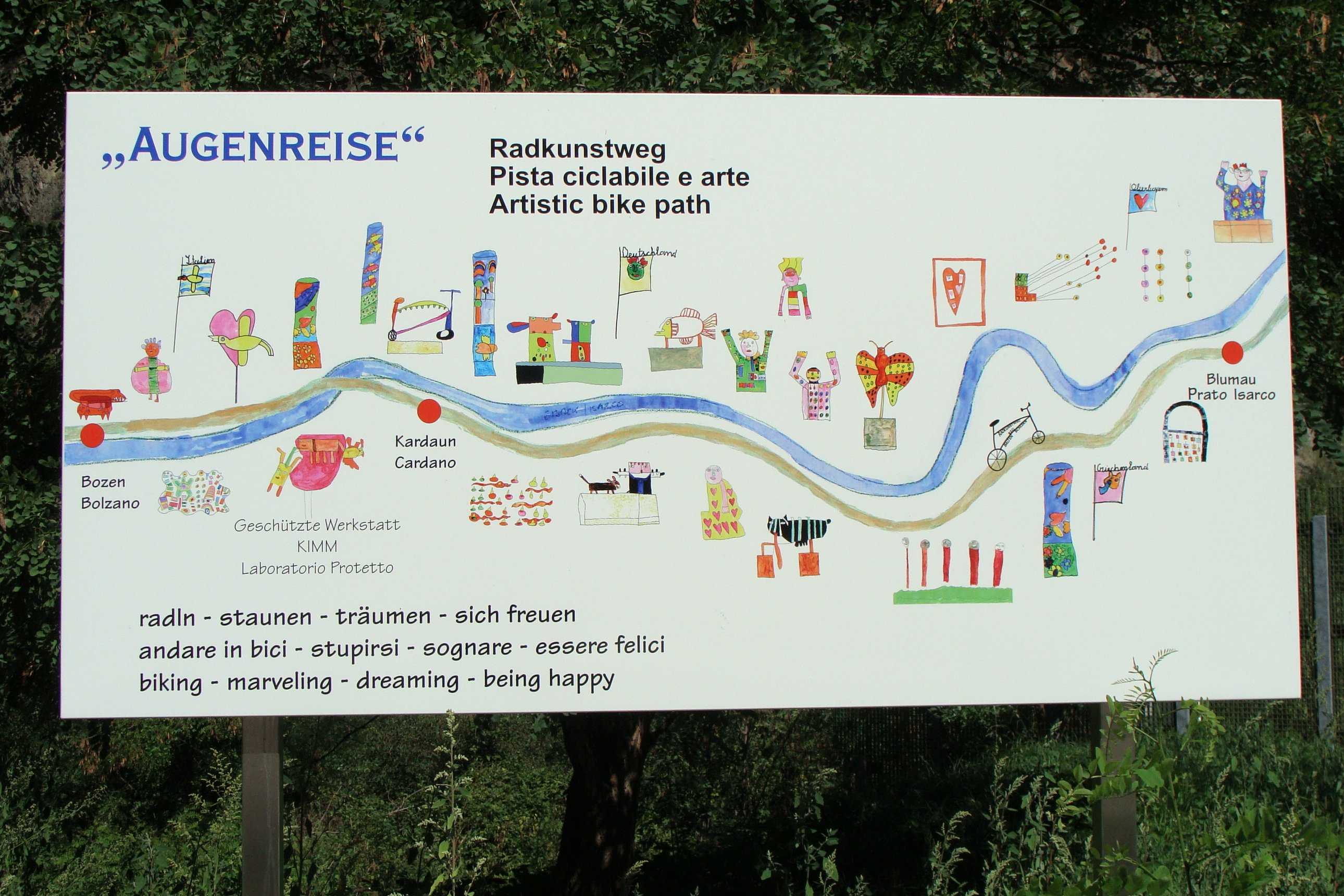
Plan
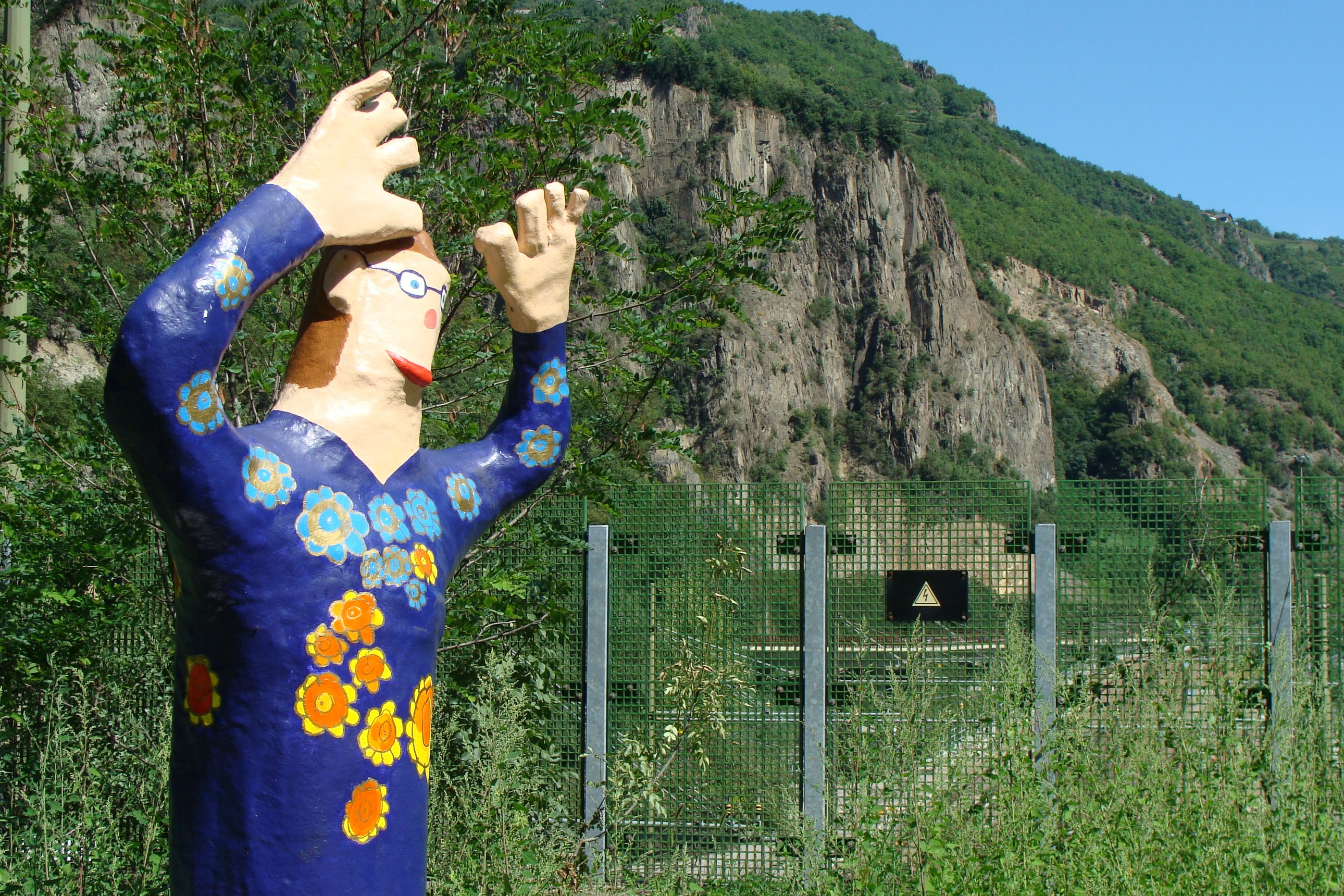
„Abrakadabra“
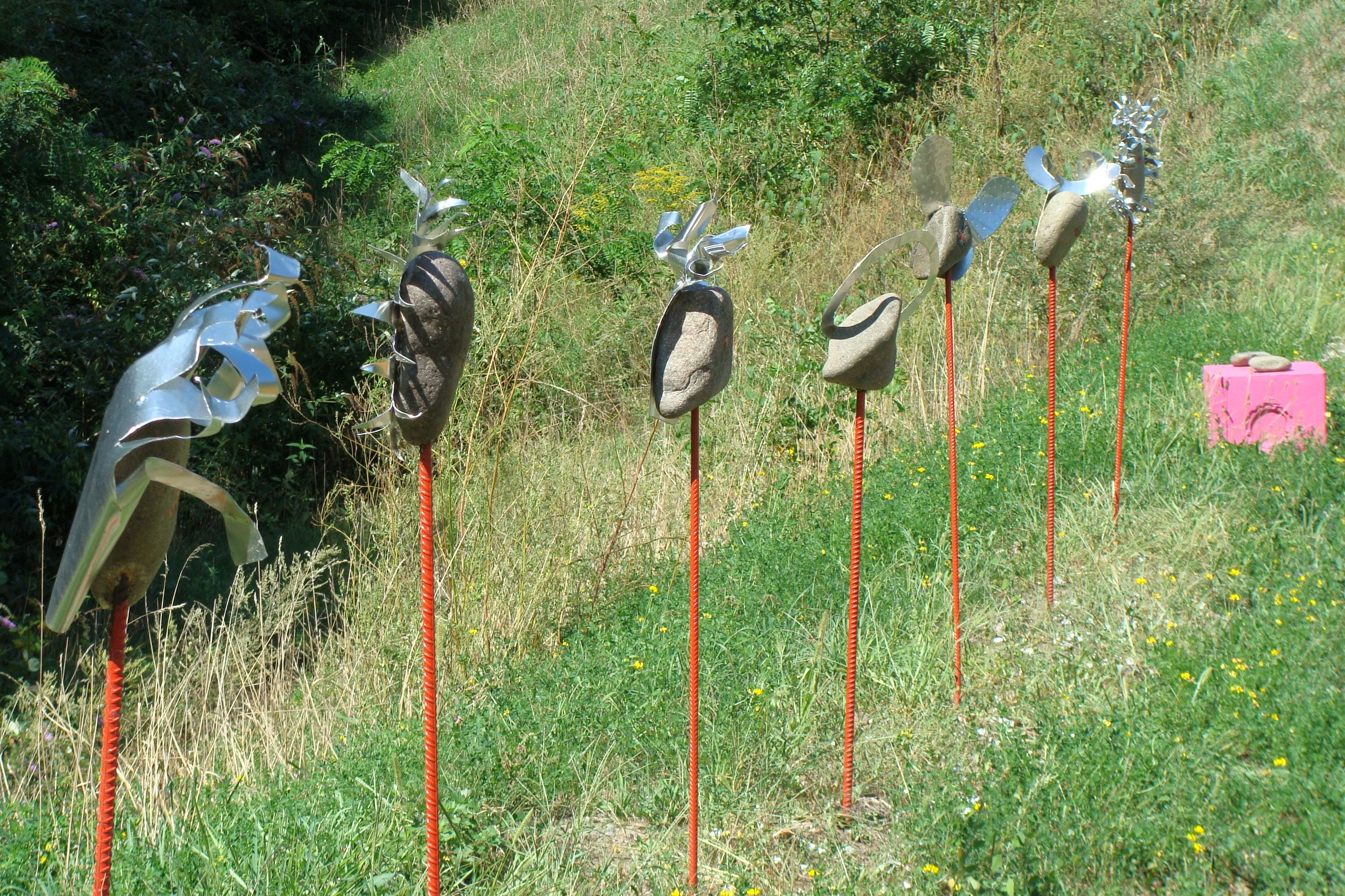
„Wächter des Waldes“